# Growing Up Is Getting Old
Growing Up Is Getting Old è un singolo della cantante bulgara Victoria, pubblicato il 19 marzo 2021 come primo estratto dell'EP A Little Dramatic.
Il brano è stato selezionato per rappresentare la Bulgaria all'Eurovision Song Contest 2021.

## Descrizione
Victoria era stata inizialmente selezionata internamente per rappresentare il suo paese all'Eurovision Song Contest 2020 con la canzone Tears Getting Sober, prima della cancellazione dell'evento. A marzo 2020 l'emittente radiotelevisiva BNT l'ha riselezionata per l'edizione eurovisiva successiva.
Il 29 gennaio 2021 Victoria ha confermato la pubblicazione del suo primo EP A Little Dramatic per il successivo 26 febbraio; una delle cinque tracce del disco, oltre al singolo Ugly Cry, sarebbe stata scelta come sua nuova canzone eurovisiva in base alle reazioni dei fan, che hanno avuto la possibilità di esprimersi attraverso un canale di feedback aperto da BNT. Growing Up Is Getting Old è stata svelata il 18 febbraio come sesta e ultima potenziale canzone bulgara per il contest, e un lyric video è stato pubblicato sul canale YouTube della cantante.
La decisione di cantare Growing Up Is Getting Old sul palco eurovisivo a Rotterdam è stata ufficializzata il 10 marzo 2021 durante un evento dal vivo tenuto dalla cantante. La canzone è stata modificata in modo tale da rispettare il limite di tre minuti di lunghezza imposto dal regolamento dell'Eurovision. Nel maggio successivo, dopo essersi qualificata dalla seconda semifinale, Viktorija si è esibita nella finale eurovisiva come Victoria, dove si è piazzata all'11º posto su 26 partecipanti con 170 punti totalizzati.

## Tracce
Testi e musiche di Viktorija Georgieva, Maya Nalani, Helena Larsson e Oliver Björkvall.
1. Growing Up Is Getting Old – 3:08

## Classifiche
| Classifica (2021) | Posizione massima |
| ----------------- | ----------------- |
| Lituania          | 67                |